# St. Mary's Airport
St. Mary's Airport (IATA: ISC, ICAO: EGHE) is de luchthaven van St. Mary's, een van de Scilly-eilanden, een eilandengroep ca. 45 km voor de kust van Cornwall in het Verenigd Koninkrijk.
St. Mary's Airport ligt bijna 2 km ten oosten van Hugh Town, de hoofdplaats van St. Mary's. Het is het enige vliegveld op de Scilly-eilanden. Tot 2012 was er op het nabijgelegen eiland Tresco wel een heliport, maar deze is opgeheven. Vanaf St. Mary's Airport worden verbindingen onderhouden met Land's End, Newquay en Exeter. In 2012 werden via het vliegveld ruim 97.000 passagiers van en naar het Engelse vasteland vervoerd. Nachtvluchten zijn op St. Mary's Airport niet toegestaan. Ook op zondag vinden er geen vliegbewegingen plaats.
Op St. Mary's Airport is ook een landingsplaats voor helikopters.